# The Platters
A The Platters a rock and roll korszak egyik legsikeresebb amerikai énekegyüttese volt, munkásságuk főleg a blues műfajhoz kötődik.
Az együttes 1953-ban alakult. Pályafutása alatt mintegy 400 dalt rögzített, 89 millió lemezt adott el, 90 országban lépett fel, 230 különböző díjat szedett össze. Örökzöld slágerük az Only You (And You Alone), valamint a Freddie Mercury feldolgozásában közismert The Great Pretender.

## Albumok
- 1995 The Great Pretender
- 1988 El Gran Simulador
- 1987 Welthits Zum Träumen
- 1985 The Great Pretender
- 1978 Reborn
- 1978 In The Still Of The Night
- 1977 Only You (Version Originale)
- 1977 Original Vol.1
- 1975 Music From Across The Way
- 1974 The Platters Now
- 1973 Only You
- 1969 Singing The Hits Our Way
- 1968 Only You
- 1968 Scrapbook Of Golden Hits
- 1967 Going Back To Detroit
- 1967 I Love You 1000 Times
- 1966 Smoke Gets in Your Eyes
- 1966 Have The Magic Touch
- 1964 Platters 10th Anniversary Album
- 1964 The Platters
- 1964 The New Soul Of The Platters : Campus Style
- 1961 Encore Of Broadway Golden Hits
- 1960 Reflections
- 1959 Remember When?
- 1957 The Flying Platters
- 1956 Volume Two
- 1956 The Platters

Only You
The Platters
Red Sails In The Sunset
Love Me Tender
Greatest Hits
The Wonder Of You
Encores
Christmas With